# Alticola stoliczkanus
Alticola stoliczkanus är en däggdjursart som först beskrevs av Blanford 1875.  Alticola stoliczkanus ingår i släktet asiatiska bergssorkar och familjen hamsterartade gnagare. IUCN kategoriserar arten globalt som livskraftig. Inga underarter finns listade.
Artpitetet i det vetenskapliga namnet hedrar zoologen Ferdinand Stoliczka från Mähren.

## Utseende
Arten blir 100 till 121 mm lång (huvud och bål), har en 14 till 24 mm lång svans och 20 till 23 mm långa bakfötter. På ovansidan förekommer ofta blek gråbrun päls, ibland med en rödbrun skugga. Undersidan är täckt av ljusgrå päls och mellan båda sidor finns en tydlig gräns. Svansen är allmänt vit. Typiskt är tofsen vid svansens slut som liknar en pensel.

## Utbredning
Denna bergssork förekommer i västra Kina, norra Nepal och nordvästra Indien (Kashmir). Arten vistas främst i bergstrakter och når där 4000 meter över havet. Habitatet utgörs av ängar, klippiga områden med glest fördelad växtlighet, skogar och buskskogar.

## Ekologi
Individerna bildar flockar (eller kolonier) som har 3 till 6 medlemmar under våren samt 5 till 11 medlemmar under sommaren. De delar en eller flera bon som kan ha upp till 800 meter avstånd från varandra. Kommunikationen sker delvis med hjälp av svansens tofs.
Födan utgörs främst av gräs och örter. Under vintern och tidiga våren äter arten mycket lav. Alticola stoliczkanus skapar under den varma årstiden flera gömmor med reserver i reviret. Förrådet placeras i en upp till 50 meter stor radie krig boet. Under sommaren samlar arten föda i en upp till 100 meter stor radie och under vintern kan radien vara upp till 200 meter stor. Allmänt samlas förrådet av flera exemplar. Vikten av förrådet för en koloni varierar oftast mellan 3,5 och 6 kilogram. I Kazakstan hittades en grotta med ett förråd som var 200 cm långt, 100 cm brett och 50 cm högt med en vikt av 8 kg. Utöver växtdelar samlar Alticola stoliczkanus även insekter, kräldjur, andra små däggdjur samt ben av större däggdjur och gnager på dem. Ibland består gömman till mer än 50 procent av svampar. Förråd med frön som skyddas otillräcklig kan gro efter regnfall.
Honor kan para sig två gånger per år. De föder fyra eller fem ungar per kull. I sällsynta fall har en kull upp till 11 ungar. Dräktiga honor delar ofta boet.
Alticola stoliczkanus kan vara aktiv på dagen och på natten och den håller ingen vinterdvala. Individerna stannar vanligen i boet vid intensivt regnfall eller vind. Det runda boet av gräs och andra växtdelar göms bakom stenar eller i bergssprickor. Nästet har en diameter av 10 till 25 cm. Ofta byggs en mur av upp till 36 gram tunga stenar kring boet. Hos flera kolonier dokumenterades murar som var 3 till 4 meter långa, vid grunden 30 centimeter breda och 30 centimeter höga. De största murarna var 8 till 10 meter långa, vid basen en meter breda och upp till en meter höga.
Denna bergssork kan göra hopp som är 50 cm långa och 40 cm höga. Arten har även bra förmåga att klättra över klippor samt i växtligheten. Olika exemplar rapporterades i träd 10 meter över marken eller på 6 mm smala stjälkar. Alticola stoliczkanus kan korsa upp till 10 meter breda floder.